# 12 mężczyzn z kalendarza
12 mężczyzn z kalendarza (ang. 12 Men of Christmas) – amerykańska komedia romantyczna z 2009 w reżyserii Arlene Sanford.

## Opis fabuły
Nowy Jork. E.J. Baxter (Kristin Chenoweth), specjalistka od PR, traci pracę oraz narzeczonego. Przeprowadza się na prowincję. W Kalispell w stanie Montana chce pomóc miejscowej stacji ratowniczej, która ma problemy finansowe. Wpada na pomysł wydania kalendarza z aktami lokalnych ratowników.

## Obsada
- Kristin Chenoweth jako E.J. Baxter
- Anna Chlumsky jako Jan Lucas
- Josh Hopkins jako Will Abrecht
- Erin Dilly jako Roz Baxter
- Stephen Huszar jako Jason Farrar
- Heather Hanson jako Lillah Sherwood
- Jefferson Brown jako Eric
- Craig Eldridge jako Burmistrz Bob Baker
- Chantal Perron jako Marci Hempel
- Paul Constable jako Dave Hempel
- Aaron Abrams jako Les Pizula
- Peter Mooney jako Noah
- Joe Norman Shaw jako Eddie
- Jessie Pavelka jako Henry
- Frank Chiesurin jako Scott Lewis
- Mark Bellamy jako Max
- Ryan Northcott jako Mike
- Matt Embry jako Andy
- Paul Christie jako Jim
- Stephan Dubeau jako Rick
- Skerivet Daramola jako Pete
- Vanessa Holmes jako Bonnie
- Carrie Colak jako Sonya
- Marianne Muellerleile jako Diane
- Brendan Hunter jako Nowojorski taksówkarz
- Stacey Zurburg jako Susan
- Lynley Hall jako Laura
- Monice Peter jako Cindy
- Philip Fullon jako Asystent E.J.
- Jerry Callaghan jako Menedżer
- Roberta Mauer-Phillips jako Pielęgniarka
- Briana Lowe jako Kobieta na przyjęciu
- Brittany Hall jako Instruktorka